# ليا برنل
ليا برنل (بالإنجليزية: Lia Pernell)‏ هي مجدفة أمريكية، ولدت في 16 أغسطس 1981 في بيركيلي في الولايات المتحدة.

## وصلات خارجية
- ليا برنل على موقع الاتحاد الدولي للتجديف (الإنجليزية)
- ليا برنل على موقع اللجنة الأولمبية الدولية (الإنجليزية)
- ليا برنل على موقع أوليمبيديا (الإنجليزية)